# Riccardo Carapellese
Riccardo Carapellese (né le 1er juillet 1922 à Cerignola dans les Pouilles et mort le 20 octobre 1995 à Rapallo en Ligurie) est un footballeur international italien, qui jouait en tant qu'attaquant, avant de devenir entraîneur.

## Biographie

### Club
Entre 1942 et 1959, Carapellese, surnommé Carappa, est l'attaquant de Spezia, Come, Torino, Juventus (avec qui il dispute son premier match en bianconero le 14 septembre 1952 lors d'un nul 1-1 contre Palerme en Serie A), Milan, Genoa et Catane.

 Il dispute un total de 318 matchs et inscrit 111 buts.

### International
En équipe d'Italie, il marque 10 buts en 16 matchs entre 1947 et 1956. Il participe notamment à la coupe du monde 1950 au Brésil, marquant un but lors des deux matchs des Italiens contre la Suède et le Paraguay.

## Palmarès
Juventus
- Championnat d'Italie :
  - Vice-champion : 1952-53.